# Edia Sophie
Edia Sophie, de son vrai nom Sophie Aguidigbadja est la première artiste musicienne béninoise.

## Biographie
Née Sophie Aguidigbadja, Edia Sophie est une artiste musicienne béninoise. En 1965, elle se lance dans la musique après avoir entendu une chanson de Nestor Hountondji, membre du Renova Band. Son parcours musical a été riche en collaborations diverses.   

## Genre musical
Edia Sophie s'est très tôt investie dans la musique moderne d'inspiration traditionnelle au Bénin. Elle est la première artiste musicienne à tenir le micro avec un orchestre moderne et la doyenne des chanteuses modernes. 

## Circonstance de mort
C'est après une longue période de maladie que Edia Sophie a quitté ce monde. Son décès est survenu tôt dans la matinée du samedi 5 décembre 2015. Décès survenu dans sa ville natale d'Abomey, aux côtés des siens. Elle a été enterrée le 30 janvier 2016 dans sa maison familiale à Abomey après des hommages officiels reçus au stade municipal de Goho, dans la même ville.    

## Hommage
À la suite de son décès, la doyenne de la musique moderne béninoise a connu les derniers hommages au stade municipal de Goho à Abomey. La cérémonie s'est déroulée en présence du représentant du ministre de la Culture, du maire de la ville d'Abomey Blaise Ahanhanzo Glèlè, de nombreux artistes béninois de renommée internationale, les membres de son orchestre Nova Band, ses amis parents, enfants et une frange de la population de la ville.  

## Discographie
Le premier 45 tours a été enregistré en 1967 sur le label Philips. Pour en arriver là, elle a fondé son propre groupe musical, « le Caméléon Sonore ». Le titre principal est « Gahounga ». En plus de cela, La chanson « Oni Yegue » est un rythme Sakara et a été composée par William Basile. La troisième chanson sur le même album est « Misetogbe », un boléro composé par Seraphin Bassa. Le deuxième album de Edia Sophie est aussi un disque longue durée enregistré sur le label « Impressions Sonores du Bénin ». Les quatre morceaux figurant sur le disque ont été composés par Toussaint Loko et chantés par Sophie Edia. Le dernier article de Edia Sophie a été enregistré sous les couleurs du label « Albarika Store ». Le titre principal devenu une chanson culte est « Adjanouvi » et non comme il est imprimé « De Eglo Kanlhuin ». Il a été composé par Edia Sophie et reste jusqu'à présent dans la mémoire des mélomanes.   

## Vie privée
Edia Sophie est mère de cinq enfants. Il s'agit de deux garçons et trois filles. 